# Viskafors gummifabrik
Viskafors gummifabrik var en gummifabrik i Svaneholm, strax söder om Viskafors och söder om Borås. Företaget var Sveriges äldsta gummifabrik och grundades 1890 som Skandinaviska Gummiaktiebolaget. Driften pågick fram till 1991. En bred produktion av olika gummiprodukter övergick på 1950-talet till produktion av i huvudsak bildäck.

## Historik
Bolagsfordningen för Skandinaviska Gummi AB fastställdes 1890. Den första styrelsen bestod av tjänstemän från Rydboholms aktiebolag. Produkterna fick namnet Viskafors galoscher och bolaget blev allmänt känt som Viskafors. Skandinaviska Gummiaktiebolaget var – tillsammans med samma år grundade Helsingborgs Gummifabrik och Trelleborgs Gummifabrik AB – en av de första gummifabrikerna i Sverige. Johannes Erikson var initiativtagare och såg möjligheten att få användning av den tomma fabriksbyggnaden i Svaneholm som hade tillverkat mollskinn. Rydboholms tillverkning av bomullsväv fick stor avsättning som komponent i galoscherna i Viskafors. Rydboholm tillverkade även väv till konkurrenten Tretorn ända fram till 1970-talet.
Johannes Erikson fick inspiration under en affärsresa då han träffade norrmannen Jörg Gunnerud som skulle satsa på galoschtillverkning. Gunnerud hade gått samman med bröderna Carl Gislow och Wilhelm Gislow om att starta galoschtillverkning i Gislaved men hade problem med finansieringen och det projektet skrinlades. Gunnerud engagerades i Viskafors och var med om att bygga upp fabriken. Det var också han som initierande rekryteringen av ryska arbetare med erfarenheter av gummitillverkning. Semeon Baranoff värvades från Ryssland som specialist och skulle bland annat stå för blandningsrecepten för tillverkning. Baranoff kom till Rydboholm 1890, men försvann sedan spårlöst. Hans recept visade sig vara värdelösa. Istället kom August Sirak från Prowodnik i Riga att anställas. De första åren kännetecknades av att bygga upp produktionen. Det var många problem som behövde övervinnas vilket ledde till förseningar. Ett bakslag blev Gunneruds oväntade död 1893. Återkommande var olika tillverkningsproblem. År 1893 utsågs Hjalmar Hallin till disponent och han stannade på posten fram till 1913.
En ny ledning i vd Gustaf Håkanson och den tekniska chefen Paul V Hutchinson fick fart på Viskafors produktion och försäljning.  Bolaget utvecklade efterhand ett brett sortiment och tillverkade galoscher, bottiner, gymnastikskor, stövlar, klackar, slangar, däck, handskar, dörrstoppare, valsbeläggningar och suddgummi. Under första världskriget tillverkades så kallade "kristidsgaloscher". År 1915 drabbades fabriken av en brand. Viskafors kunde dra nytta av nedläggningen av Lidköpings Gummifabrik. Det kom arbetare, bra maskiner och ett lager av konstgummi därifrån till Viskafors.
Viskafors gummifabrik deltog 1912 i bildandet av Galoschkartellen. År 1927 bildades Förenade gummifabrikernas AB på initiativ av Henry Dunkers Helsingborgs Gummifabrik AB, genom en sammanslagning av Helsingborgs Gummifabrik, Trelleborgs Gummifabrik, Ryska gummifabriks AB i Malmö och Skandinaviska gummifabriks AB i Viskafors. Det nya företaget var dominerande tillverkare av galoscher i Sverige, och enda tillverkare i landet vid sidan av den då nyligen av Kooperativa förbundet köpta Gislaveds gummifabrik. Kooperativa Förbundet ägde sedan Viskafors gummifabrik 1933–1938.

### Osterman

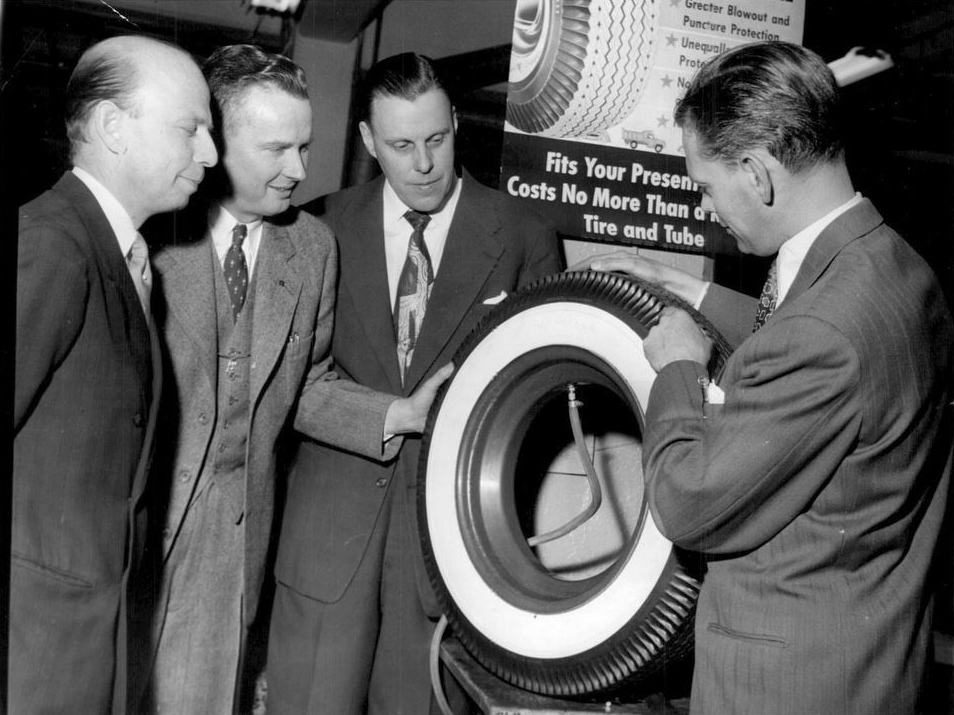
Gösta Osterman med Firestone-däck tillverkat av Viskafors.

Wilhelm Osterman tog över verksamheten 1938 och hade erfarenhet som mångårig importör av bildäck från amerikanska Fisk Rubber Company genom det svenska bolaget Gummiaktiebolaget Fisk. Steget över till produktion var att skatten på bilringar slopades i Sverige vilket gjorde tillverkning istället för import attraktivt. Wilhelms Ostermans engagemang inom bildäck kan knytas an till hans bror Hans Osterman som var en av pionjärerna inom svensk bilhandel.
Under kriget tillverkades grangummisulor som ersättningsvara på grund av ransoneringen. Under Wilhelm Ostermans ledning expanderade och moderniserades verksamheten. Fisk Rubber Company togs över av United States Rubber Company 1940. År 1945 skrevs istället ett samarbetsavtal med Firestone och bolagets huvudprodukt blev nu bildäck. Viskafors Gummifabrik AB blev bolagets namn 1949.
Verksamheten expanderade efter andra världskriget och moderniserades: laboratoriet byggdes ut, avdelningen för förnyat gummi förbättrades och verkstäderna omorganiserades. Men ända fram till nedläggningen var arbetsmiljö svår där arbetarna utsättes för kemikalier och gummirök. Ventilation saknades.
Familjen Osterman engagerade sig även i Viskafors som samhälle som byggdes ut med bland annat badhus och tvättinrättning. Nya fabriker i Tvååker och senare på Sjöbo i Borås uppfördes. 1947 avled Wilhelm Osterman och ledningen av bolagets togs över av sonen Gösta Osterman.

### Firestone
1966 övertog Firestone aktiemajoriteten i Viskafors och bolaget fick nu namnet Firestone Viskafors Gummifabriks AB. Då tillverkades förutom bildäck också bland annat ishockeypuckar, gummimattor och sommarskor. 1969 öppnades den nya fabriken i Borås. Den invigdes av Firestone-koncemens chef Raymond C Firestone och Gösta Osterman. 1970 blev Gösta Osterman styrelseordförande och vd-posten togs över av John M. Harvey.
Fabriken i Tvååker lades ned 1977. År 1979 ville Firestone lägga ner fabriken i Viskafors som 1980 istället köptes av Hexagon. År 1987 köptes Viskaforsfabriken av Trelleborg AB som 1991 lade ned verksamheten.
På fasaden på fastigheten Medusa 1 i Gamla Stan i Stockholm fanns förr en neonskylt för Viskafors gummifabrik.